# Besenyőtelek
Besenyőtelek là một thị trấn thuộc hạt Heves, Hungary. Thị trấn này có diện tích 49,1 km², dân số năm 2010 là 2650 người, mật độ 54 người/km².